# Řád lva (Malawi)
Řád lva (anglicky: Order of the Lion) bylo druhé nejvyšší státní vyznamenání Malawi. Řád byl založen roku 1967 a udílen byl za vynikající a výjimečné služby lidu Malawi.

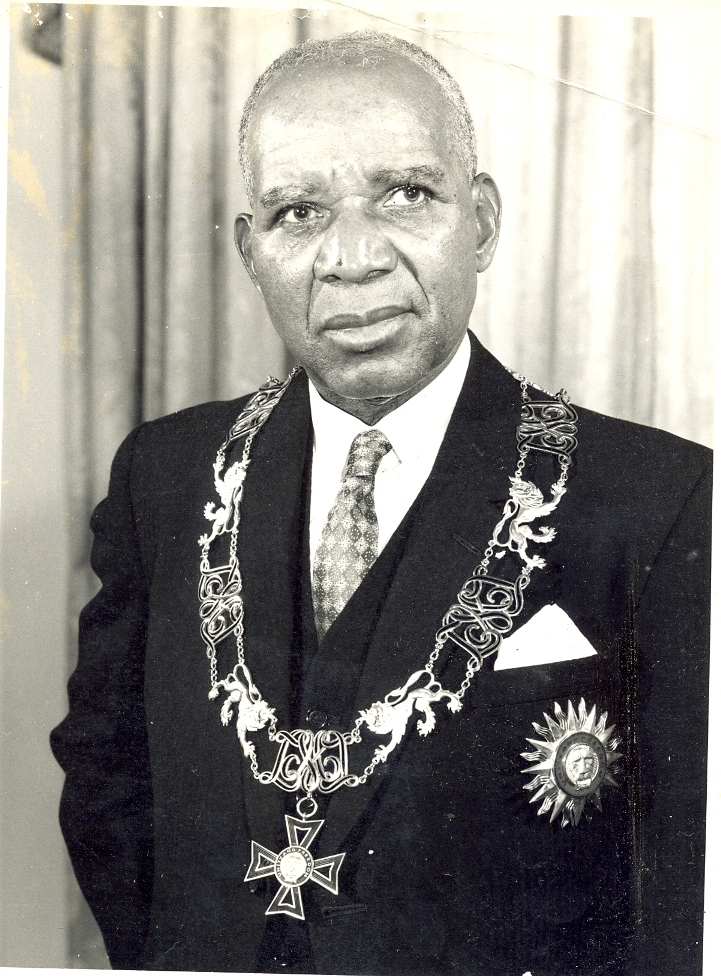
Zakladatel řádu prezident Hastings Kamuzu Banda s řádovými insigniemi

## Historie
Řád byl založen roku 1967 prezidentem Hastingsem Bandou jako druhé nejvyšší státní vyznamenání Malawské republiky.
Prezident Banda oznámil svůj záměr založit Řád lva, vedle množství dalších nových ocenění, v červenci 1966.  K tomuto prohlášení došlo v Zombě, hlavním městem Ňaska.
Řád byl udílen jak obyvatelům Malawi, tak i cizím státním příslušníkům za výjimečné civilní či vojenské služby lidu Malawi.
Po třech letech rozhodování byl v roce 2008 řád deaktivován. Žijícím držitelům řádu bylo i nadále dovoleno nosit řádové insignie.

## Insignie
Řádový odznak má tvar zeleně smaltovaného maltézského kříže s otvorem uprostřed ramen. Ve středu kříže je kulatý zlatý medailon. V medailonu je vyobrazena hlava lva. Medailon je ohraničen červeně smaltovaným kruhem se zlatým nápisem UNITY AND FREEDOM (jednota a svoboda). V případě medaile a rytířské třídy je kříž nesmaltovaný s plnými rameny.
Řádová hvězda ve třídě velkokomtura má podobu stříbrné dvanácticípé hvězdy se slunečními paprsky mezi jednotlivými cípy. Uprostřed je kulatý medailon s vyobrazením hlavy lva. Medailon je obklopen červeně smaltovaným prstencem se stříbrným nápisem UNITY AND FREEDOM (jednota a svoboda). Řádová hvězda velkodůstojníka je stříbrná a deseticípá. Hvězda je položena na stříbrných slunečních paprscích. Středový medailon se tvarem podobá medailonu hvězdy velkokomtura.
Stuha je červená se žlutým pruhem po obou stranách.

## Třídy
Řád byl udílen v pěti řádných třídách a náležela k němu také jedna medaile:
- velkokomtur – Tato třída byla udílena zahraničním hlavám států.
- velkodůstojník – Řádový odznak se nosí na široké stuze spadající z ramene na protilehlý bok. Řádová hvězda se nosí nalevo na hrudi.
- komtur – Řádový odznak se nosí na stuze kolem krku.
- důstojník – Řádový odznak se nosí zavěšený na stuze nalevo na hrudi.
- člen
- medaile